# وقارته
وقارته (به عربی: الوقارتة) یک منطقهٔ مسکونی در الجزایر است که در ناحیه بنی عباس واقع شده‌است. این شهر در ۵۰ کیلومتری (۳۱ مایلی) جنوب‌غربی شهر بنی عباس و حدود ۲۵۰ کیلومتری (۱۶۰ مایل) در جنوب شهر بچار، مرکز استان واقع شده‌است. وقارته ۲۵۰ نفر جمعیت دارد و ۴۰۹ متر بالاتر از سطح دریا واقع شده‌است.